# Alyssa Monks
Alyssa Monks (* 27. November 1977 in Ridgewood, New Jersey) ist eine amerikanische Malerin.

## Leben
Alyssa fing schon im Kindesalter mit Ölmalerei an. Sie ging an die The New School in New York und an die Montclair State University, anschließend erhielt sie 1999 vom Boston College ihren Bachelor of Art. Während dieser Zeit studierte sie zusätzlich in der Lorenzo de’Medici in Florenz.
Im Jahr 2001 machte Alyssa ihren Master of Fine Arts an der New York Academy of Art, Hochschule für figurative Malerei, unter Vincent Desiderio. Ihr Werdegang führte sie 2006 an das Fullerton College, um an den Universitäten und Institutionen Vorträge zu halten.
Sie hat Flesh Painting an der New York Academy of Art gelehrt sowie der Montclair State University und der Lyme-Akademie Hochschule für Bildende Künste. Ab 2010 wirkte Alyssa Monk im Stiftungsrat der Academy of Art in New York City. 

## Werk
Monks Gemälde waren Gegenstand zahlreicher Einzel- und Gruppenausstellungen, darunter Intimacy im Kunstmuseum in Ahlen und Reconfiguring the Body in American Art, 1820–2009 im National Academy Museum of Fine Arts, New York. Ihre Arbeiten sind in öffentlichen und privaten Sammlungen, einschließlich des Savannah College of Arts, dem Somerset Art Association und den Sammlungen von Howard Tullman, Danielle Steele und Eric Fischl vertreten.
Alyssa wurde von der Elizabeth Greenshields Foundation Grant for Painting dreimal ausgezeichnet. 